# Гералтовиці (Опольське воєводство)
Гералтовиці (пол. Gierałtowice, нім. Gieraltowitz) — село в Польщі, у гміні Ренська Весь Кендзежинсько-Козельського повіту Опольського воєводства. 
Населення — 361 особа (2011).
У 1975-1998 роках село належало до Опольського воєводства.

## Демографія
Демографічна структура станом на 31 березня 2011 року:
|          | Загалом | Допрацездатний вік | Працездатний вік | Постпрацездатний вік |
| -------- | ------- | ------------------ | ---------------- | -------------------- |
| Чоловіки | 185     | 41                 | 128              | 16                   |
| Жінки    | 176     | 36                 | 112              | 28                   |
| Разом    | 361     | 77                 | 240              | 44                   |